# BLC Sparta Praag
Basketball Ladies Club Sparta Praag is een damesbasketbalteam uit Praag, Tsjechië welke speelt in de Czech Women's Basketball League. De club werd opgericht in 1939.

## Geschiedenis
De club werd opgericht in 1939 als onderdeel van Omnisportvereniging Sparta Praag. In 1964 haalde Sparta de finale om de FIBA Women's European Champions Cup maar verloor van TTT Riga uit de Sovjet-Unie met 101-103 over twee wedstrijden. In 1967 stond Sparta voor de tweede keer in de finale om de FIBA Women's European Champions Cup. Weer verloren ze de finale van TTT Riga met 93-111 over twee wedstrijden. In 1968 stond Sparta voor de derde keer in de finale om de FIBA Women's European Champions Cup en voor de derde keer was TTT Riga te sterk. Ze verloren met 92-134 over twee wedstrijden. In 1972 stond Sparta voor de vierde keer in de finale om de FIBA Women's European Champions Cup. Ook nu was TTT Riga te sterk en verloor met 118-166 over twee wedstrijden. In 1975 stonde Sparta voor de vijfde keer in de finale om de FIBA Women's European Champions Cup. De tegenstander TTT Riga was met 115-159 over twee wedstrijden te sterk. In 1976 stond Sparta voor de zesde keer in de finale om de FIBA Women's European Champions Cup. Eindelijk won Sparta de cup. Ze wonnen van Clermont UC uit Frankrijk met 132-115 over twee wedstrijden. In 1978 stond Sparta voor de zevende keer in de finale om de FIBA Women's European Champions Cup. Ze verloren van GEAS Basket uit Italië met 66-74. Sparta werd drieëntwintig keer Landskampioen van Tsjecho-Slowakije in 1948, 1949, 1950, 1952, 1953, 1958, 1963, 1966, 1967, 1968, 1969, 1971, 1972, 1974, 1975, 1976, 1977, 1978, 1979, 1980, 1981, 1986 en 1987. Ook werd Sparta zes keer Bekerwinnaar van Tsjecho-Slowakije in 1964, 1967, 1968, 1972, 1975 en 1978.

## Erelijst
- Landskampioen Tsjecho-Slowakije: 23
  - Winnaar: 1948, 1949, 1950, 1952, 1953, 1958, 1963, 1966, 1967, 1968, 1969, 1971, 1972, 1974, 1975, 1976, 1977, 1978, 1979, 1980, 1981, 1986, 1987

- Bekerwinnaar Tsjecho-Slowakije: 6
  - Winnaar: 1964, 1967, 1968, 1972, 1975, 1978

- FIBA Women's European Champions Cup: 1
  - Winnaar: 1976
  - Runner-up: 1964, 1967, 1968, 1972, 1975, 1978

## Bekende (oud)-spelers
- Jana Veselá

## Bekende (oud)-coaches
- Miloslav Kříž
- Jiří Baumruk
- Lubor Blažek